# Vernesa Smolčić
Vernesa Smolčić, née le 23 février 1980 à Zagreb (Croatie), est une astrophysicienne croate. Elle est professeure au département de physique de la faculté des Sciences de l’université de Zagreb.

## Parcours professionnel
Vernesa Smolčić est titulaire d'un master de la faculté des sciences naturelles et mathématiques à l'université de Zagreb, puis d'un doctorat de l'université de Heidelberg. Elle est boursière et postdoctorale au California Institute of Technology (Caltech), puis à l'université de Bonn. Après 10 ans d'études à l'étranger, en 2013, elle retourne à Zagreb où elle fonde son propre groupe de recherche aux côtés de sept autres chercheurs, et devient à cette occasion professeure à l'âge de 33 ans. Elle préside également le comité international scientifique COSMOS, et siège depuis 2014 à la Croatian Physical Society où elle est à la tête du groupe « Women in Physics ». Elle est également membre de l'Union astronomique internationale.

## Recherches
Ses recherches se concentrent principalement sur les développements techniques dans la branche de l'astrophysique en étudiant le développement de trous noirs supermassifs, la façon dont les étoiles se forment dans l'univers ainsi que le développement des noyaux galactiques à travers le temps cosmique,,,. Elle souhaite incarner une science créative qui vise à penser l’innovation dans la recherche scientifique et amène de nouvelles façons de résoudre des problèmes donnés dans le domaine de l'astrophysique. Elle est souvent décrite dans le milieu scientifique comme la « scientifique du futur, traitant du passé » pour sa volonté de se rapprocher le plus possible du début de toute création : elle a suivi de près l'émergence des galaxies et leur mort.

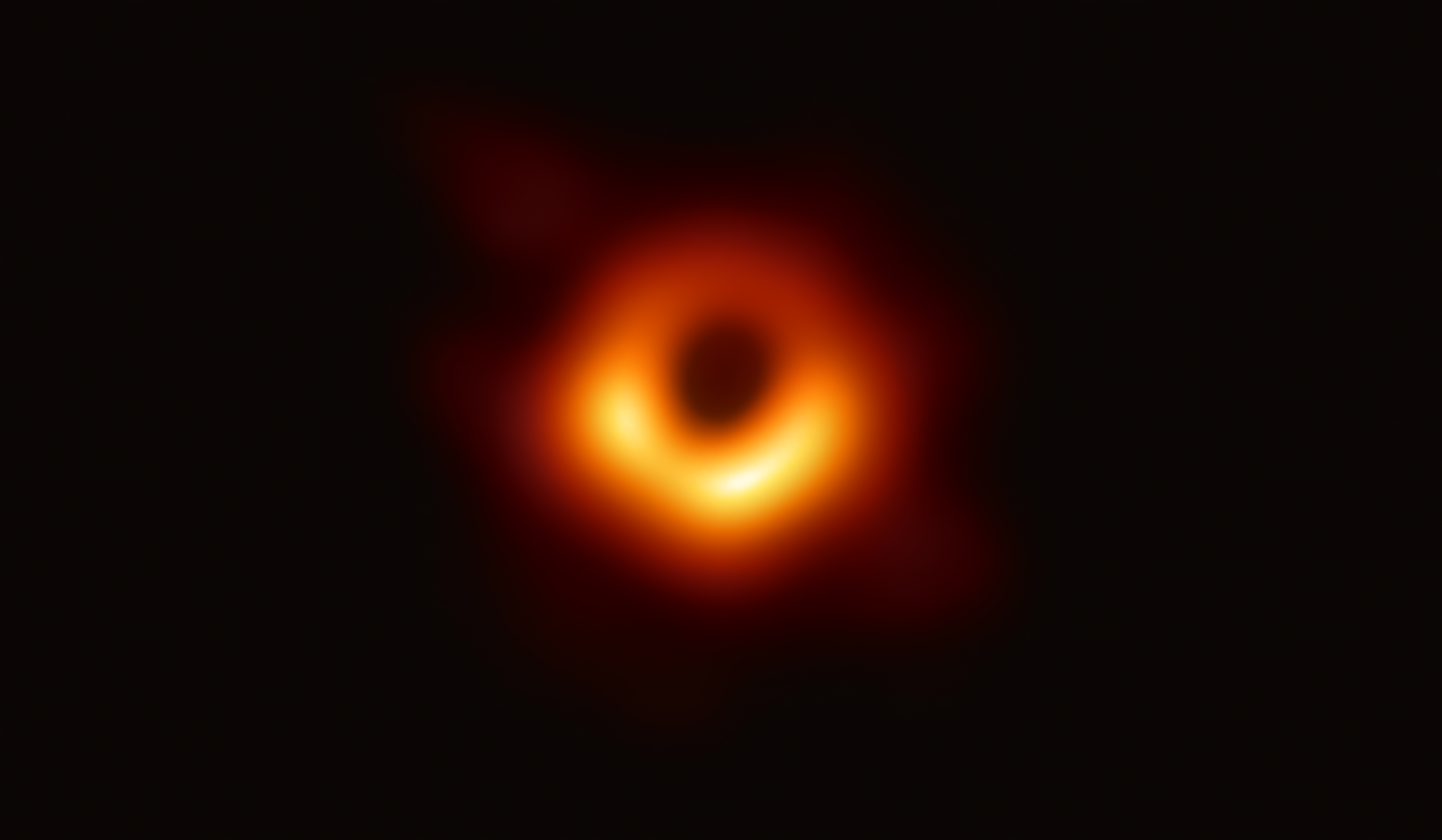
Photographie d'un trou noir.

Dans ses productions de savoirs sur l'espace, Smolčić devient la première scientifique en Croatie à recevoir du Conseil européen de la recherche (ERC) un budget de 1,5 million d'euros pour créer son propre groupe de recherche et poursuivre des recherches sur la croissance des masses des trous noirs dans les galaxies à travers le temps cosmique, afin d'essayer de reconstituer l’histoire du développement des galaxies du premier univers,. Elle est également activement impliquée dans les programmes d’observation extragalactique de la mission spatiale XMM-Newton.

## Récompenses et distinctions
Vernesa Smolčić fait partie des 10 % des femmes à haute position dans la sphère académique dans le domaine de l'astrophysique et est enrôlée parmi les personnes les plus performantes de Croatie par le magazine Forbes « Generation 2013 ». En 2014, elle est lauréate du Zagreb Woman of the Year Award, étant la scientifique la plus citée de Croatie. 
En 2014 et 2015, elle est nommée pour être la personnalité de l'année par le principal journal quotidien national croate Večernji list. En 2015, elle obtient le prix de la scientifique COSMO de l’année par le Cosmopolitan Magazine en Croatie.
Elle devient en 2019 égérie pour la campagne publicitaire de marque Jamnica (en) pour de l'eau de source Jana qui vise à mettre en lumière des personnalités qui ont atteint le sommet dans leurs domaines respectifs. Elle succède ainsi à Goran Čolak (en) en tête de cette même campagne l'année précédente.
Dans le domaine des sciences mathématiques, physiques et chimiques, elle est lauréate du prestigieux prix HAZU 2019 de l'Académie croate des sciences et des arts, décerné annuellement par la République de Croatie et qui distingue les plus hautes réalisations scientifiques et artistiques à l'échelle nationale.